# Star Trek: Nemesis
Star Trek: Nemesis er en amerikansk science fiction-film fra 2002, instrueret af Stuart Baird. 

## Medvirkende
- Patrick Stewart som Kaptajn Jean-Luc Picard
- Brent Spiner som Lt. Commander Data/B-4
- Jonathan Frakes som William T. Riker
- LeVar Burton som Lt. Commander Geordi La Forge
- Michael Dorn som Lt. Commander Worf
- Gates McFadden som Dr. Beverly Crusher
- Marina Sirtis som Counselor Deanna Troi
- Ron Perlman som Reman Viceroy
- Tom Hardy som Praetor Shinzon
- Dina Meyer som Romulan Commander Donatra
- Jude Ciccolella som Romulan Commander Suran
- Kate Mulgrew som Vice Admiral Kathryn Janeway
- Whoopi Goldberg som Guinan (ukrediteret)
- Wil Wheaton som Lt. Wesley Crusher